# LSI Corporation
LSI Corporation är ett elektronikföretag med säte i Milpitas, Kalifornien, som utvecklar ASICs, host bus adapters, RAID adaptrar, lagringssystem och datornätverksprodukter.